# Humidité

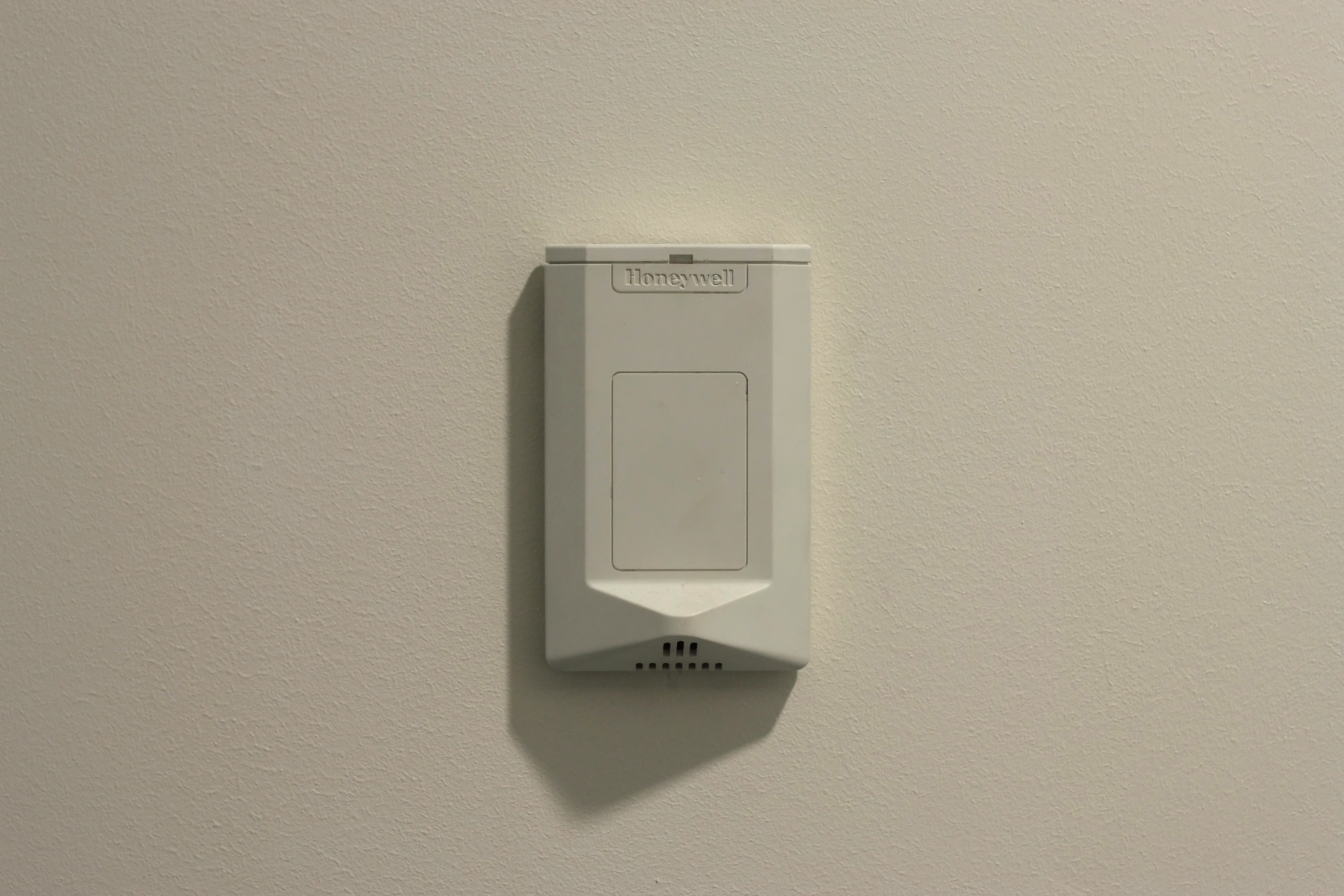
Un capteur d'humidité ambiante.

L'humidité est la présence d'eau ou de vapeur d'eau dans l'air ou dans une substance (linge, pain, produit chimique, humidité du bois, etc.).
Dans l'air elle peut se mesurer grâce à un hygromètre à cheveu ou numérique et s'exprime en pourcentage le plus souvent.
Le terme humidité, dans le langage de la construction, correspond à une présence anormale d'eau dans un bâtiment, sous forme liquide par infiltration ou remontée capillaire, ou de vapeur d'eau, dans les espaces intérieurs ; l'humidité est envisagée pour des matériaux hygroscopiques.

## Mesure de l’humidité
Selon le domaine d'application, l'humidité peut désigner différentes grandeurs (génie des procédés, météorologie, traitement de l'air, etc.).
| Nom                                      | Formule                                                     | Définition                                              | Grandeur                        | Unité |
| ---------------------------------------- | ----------------------------------------------------------- | ------------------------------------------------------- | ------------------------------- | ----- |
| Humidité relative                        | {\displaystyle {\frac {P_{\text{vap}}}{P_{\text{sat}}(T)}}} | pression de vapeur / pression de vapeur d'eau saturante | rapport de pression.            | (%)   |
| Humidité absolue                         | g/m³                                                        | masse de vapeur d'eau / volume unitaire d'air           | taux/densité de la vapeur d'eau | g/m³  |
| Taux d'humidité (chimie analytique)      | {\displaystyle {\frac {m_{\text{eau}}}{m_{\text{total}}}}}  | masse d'eau / masse de produit                          | rapport de masse                | (%)   |
| Teneur en eau (air)                      | geau/gair sec                                               | masse de vapeur d'eau / masse unitaire d'air sec        | rapport de masse                | (%)   |
| Teneur en eau pondérale (Milieux poreux) | {\displaystyle {\frac {m_{\text{eau}}}{m_{\text{total}}}}}  | masse d'eau liquide / masse totale                      | rapport de masse                | (%)   |
| Teneur en eau volumique (Milieux poreux) | {\displaystyle {\frac {V_{\text{eau}}}{V_{\text{total}}}}}  | volume d'eau liquide / volume total                     | rapport de volume               | (%)   |
| Humidité spécifique                      | kgeau/kgair humide                                          | masse de vapeur d'eau / masse unitaire d'air humide     | rapport de masse                | (%)   |
| Rapport de mélange                       | geau/kgair sec                                              | masse de vapeur d'eau / masse unitaire d'air sec        | rapport de masse                | (%)   |

## Mesures par satellite (télédétection)
L'imagerie satellitaire ou aérienne (infrarouge) donne de précieuses informations sur l'humidité du sol et le stress hydrique pour la végétation, la fonge ou la microfaune du sol. Un satellite spécialisé, SMOS (de l’anglais Soil Moisture and Ocean Salinity), lancé en 2009, devrait permettre de grands progrès dans la précision des mesures et leur utilisation. Reste à affiner les modèles et algorithmes utilisés pour l'analyse. L'humidité du sol qui était mesurée avec des ondes électromagnétiques dans la bande des 6 GHz le sera avec plus de précision dans la gamme de plus faible fréquence de 1,4 GHz qui pénètre mieux le sol.

## Importance pour les êtres vivants

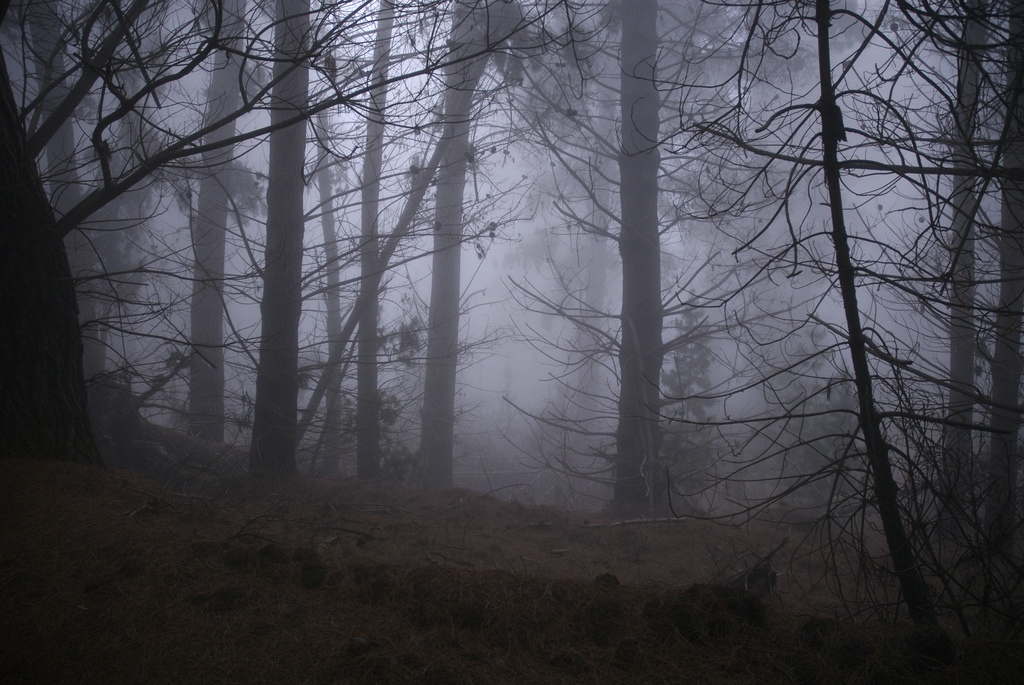
Air humide dans une forêt

L'eau est un élément vital pour tous les êtres vivants connus. Les sons et les odeurs circulent différemment dans l'air humide. La plupart des animaux ont un ou plusieurs systèmes sensoriels capables de détecter la vapeur d'eau dans l'air, la condensation. De nombreux insectes détectent aussi finement et directement les conditions thermohygrométriques. Des gènes clés impliqués, et les neurones sensoriels associés aux récepteurs d'humidité, furent récemment identifiés chez la mouche des fruits (Drosophila melanogaster) dans une sorte de petit sac caché dans les antennes de l'insecte. Un organe subit une déformation mécanique proportionnelle à l'humidité relative du milieu dans lequel se trouve la mouche.
Mieux comprendre la biologie sensorielle vis-à-vis de l'eau dans l'air ou le sol pourrait déboucher sur une amélioration des moyens de lutter contre les moustiques ou d'autres insectes gênants pour l'homme. La partie du cerveau (neurones) de la mouche qui gère les stimuli liés à l'humidité est située juste à côté de celle qui gère les informations liées à la température, mais « les réponses de la mouche à l'humidité et à la température sont séparés, ce qui peut permettre à l'animal de mieux adapter son comportement à l'environnement changeant » selon les auteurs de l'étude. Comprendre ces mécanismes permet aussi de mieux envisager les effets du dérèglement climatique sur une espèce ou l'écosystème, par exemple à propos d'un pollinisateur ou d'un insecte-clé.

## Importances pour les matériaux de construction et d’isolation (thermique et électrique)
Beaucoup de matériaux de construction sont sensibles à l'humidité (résistance, moisissure, etc.) et doivent en être protégés en permanence aussi bien de l’extérieur qu'au niveau des fondations (remontées par capillarité), d'où l'importance de la qualité des peintures et revêtements utilisés pour les murs, les portes, les fenêtres, etc. et leur entretien.
Isolation thermiquel'humidité joue un rôle important dans l'isolation thermique et plus particulièrement pour les matériaux poreux (bois, plâtre, etc.).
Isolation électriquealors que la plupart des matériaux de construction secs sont de bons isolants électriques, toute infiltration d'humidité les rend résistants (au sens électrique du terme) voire conducteurs d’électricité.